# Hospital de Tavera
Hospital de Tavera (Hospital de Afuera, Szpital św. Jana Chrzciciela) – muzeum sztuki znajdujące się w dawnym szpitalu św. Jana Chrzciciela zwanego Szpitalem Tavera w Toledo, w Hiszpanii. W budynku mieści się również sekcja Narodowego Archiwum Historycznego.

## Historia

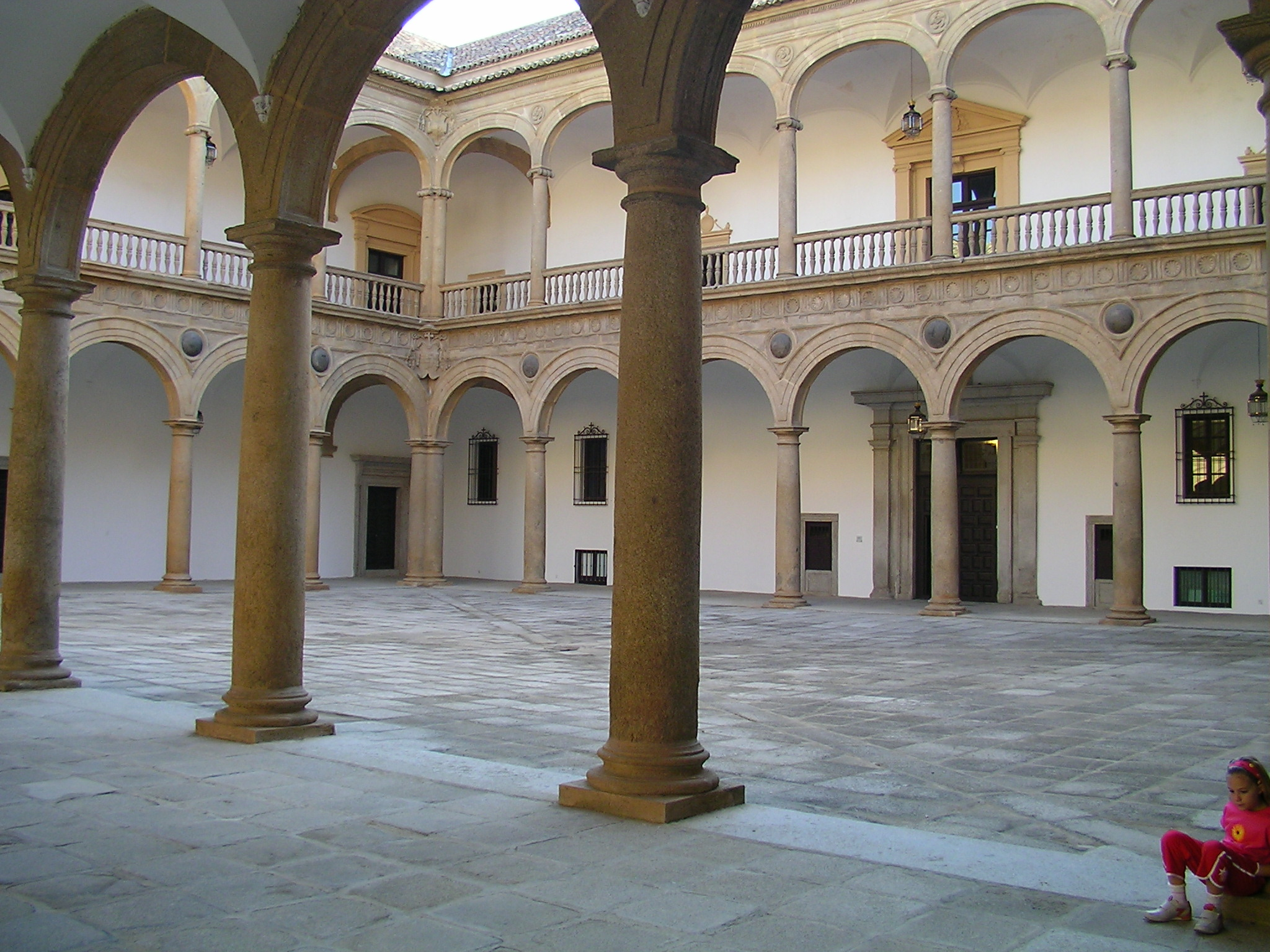
Jeden z dwóch dziedzińców szpitala

Szpital został wybudowany w latach 1541–1603 a jego fundatorem był kardynał Juan Tavera, arcybiskup Sewilli i Toledo, Wielki Inkwizytor. Pierwszym architektem był Alonso de Covarrubias, a zastąpił go i ukończył prace Bartolomé Bustamante. Budynek wybudowany jest w stylu florenckiego pałacu renesansowego z wyjątkiem fasady budynku wykonanej w latach 1760–1762. Wewnątrz budynku znajduje się marmurowy grobowiec fundatora, dłuta Alonso Berruguete. Przy budynku znajduje się kościół św. Jana. Kompleks składa się ponadto z dwóch kolumnowych dziedzińców. Złote sanktuarium zostało wykonane przez Julia Pascuala.
Obecnie w budynku znajduje się Museo Fundación Lerma, które posiada w swoich zbiorach obrazy starych mistrzów m.in. Riberry, Berruguete, Tintoretta i Tycjana. Muzeum posiada również kolekcje dekoracyjnych tkanin czy zabytkowych mebli oraz wyjątkową kolekcję ceramicznych pojemników i butelek z Talavera i Puente del Arzobispo.

## Retabulum El Greca i inne jego prace
W listopadzie 1608 roku El Greco otrzymał od administratora szpitala Pedra Salazara de Mendoza zlecenie na wykonanie dekoracji i obrazów ołtarzowych dla szpitala. Artysta przyjął zamówienie na wykonanie trzech nastaw ołtarzowych, ale ich nie ukończył. Słabe zdrowie i nadmiar zajęć opóźniało wykonanie obrazów. Zdołał wykonać jedynie Chrzest Jezusa i Zwiastowanie. Nieco wcześniej El Greco namalował dla szpitala portret jego fundatora, kardynała Tavera. Do szpitalnego kościoła, do kaplicy św. Józefa El Greco namalował również kilka obrazów.

## Galeria

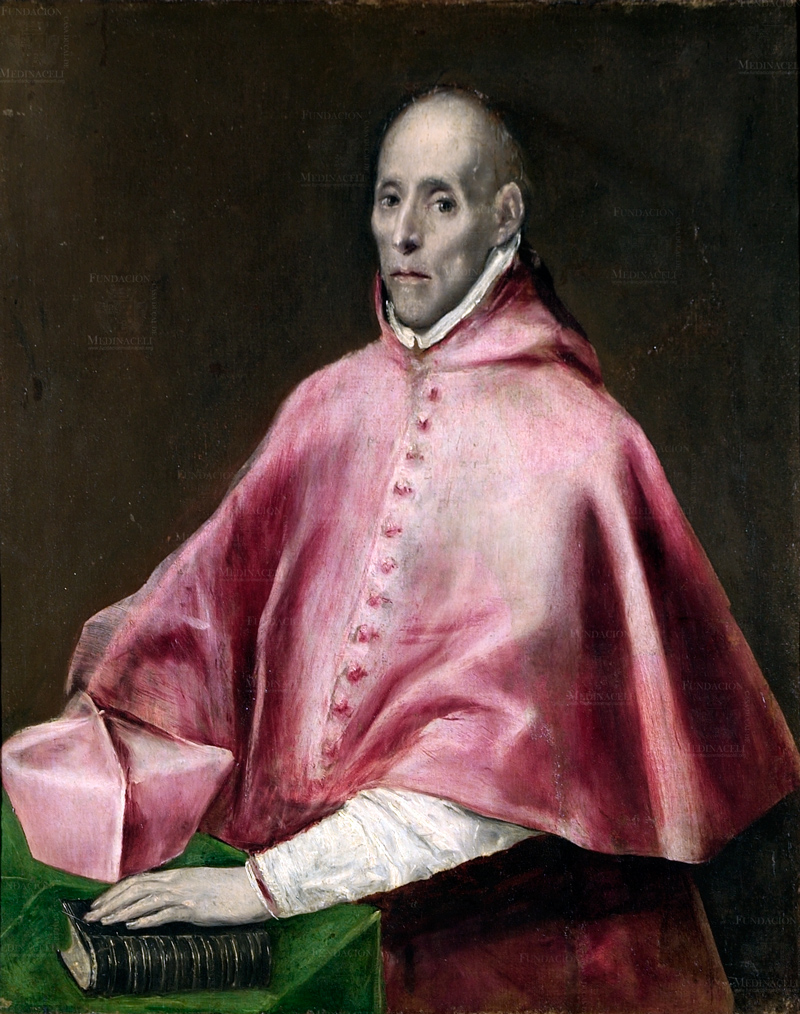
Portret kardynała Tavera' El Greca
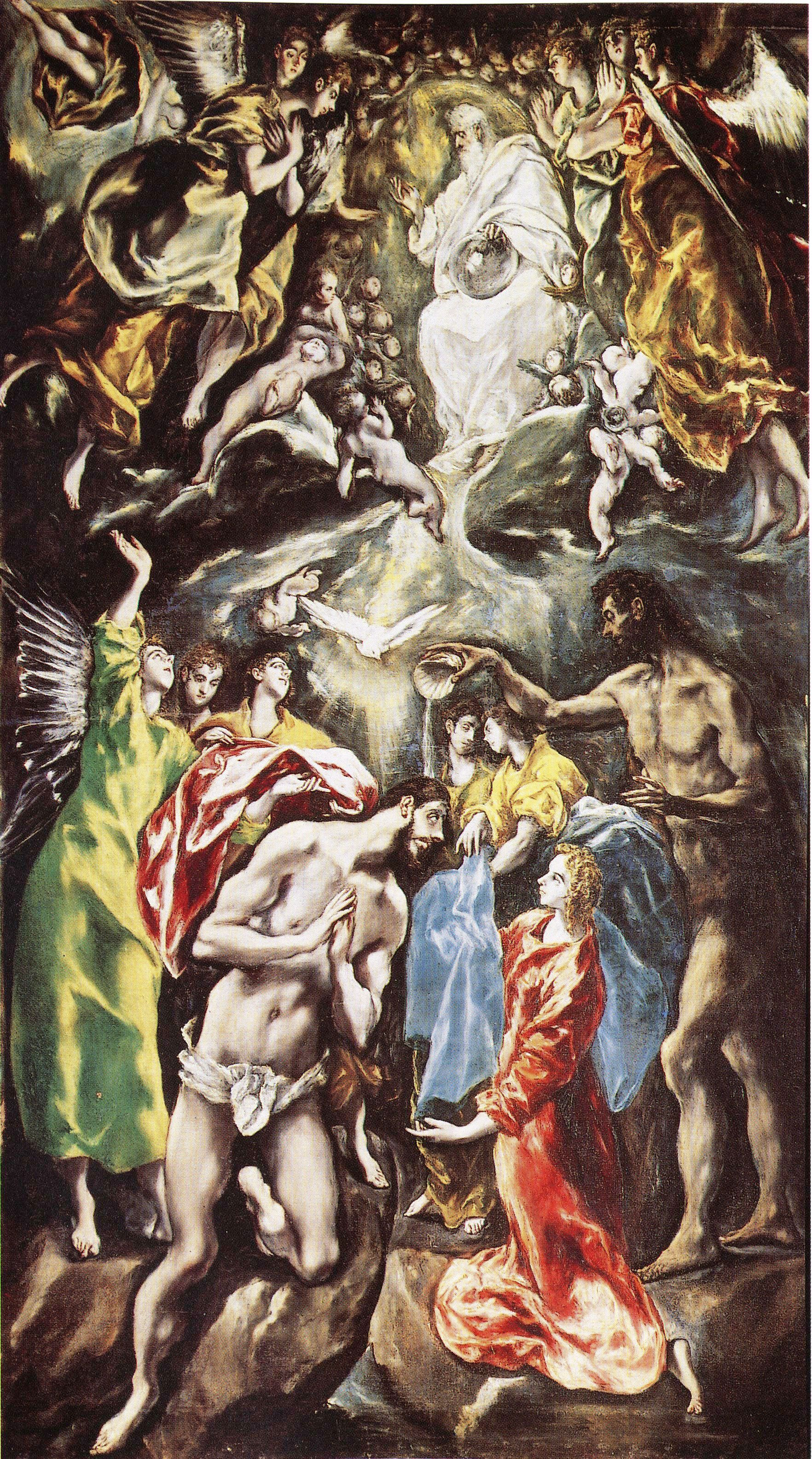
Chrzest Jezusa El Greca
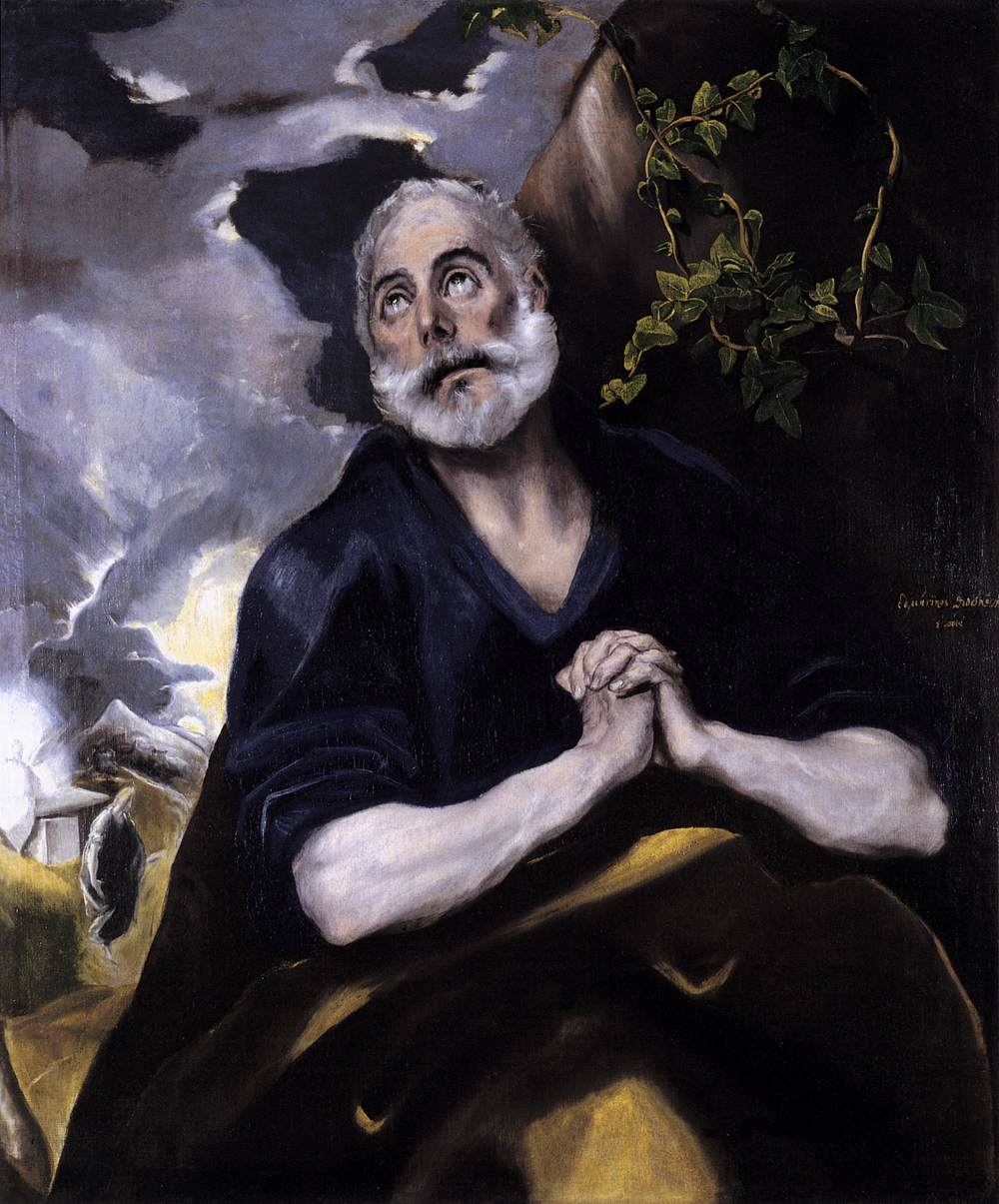
Łzy św. Piotra El Greca
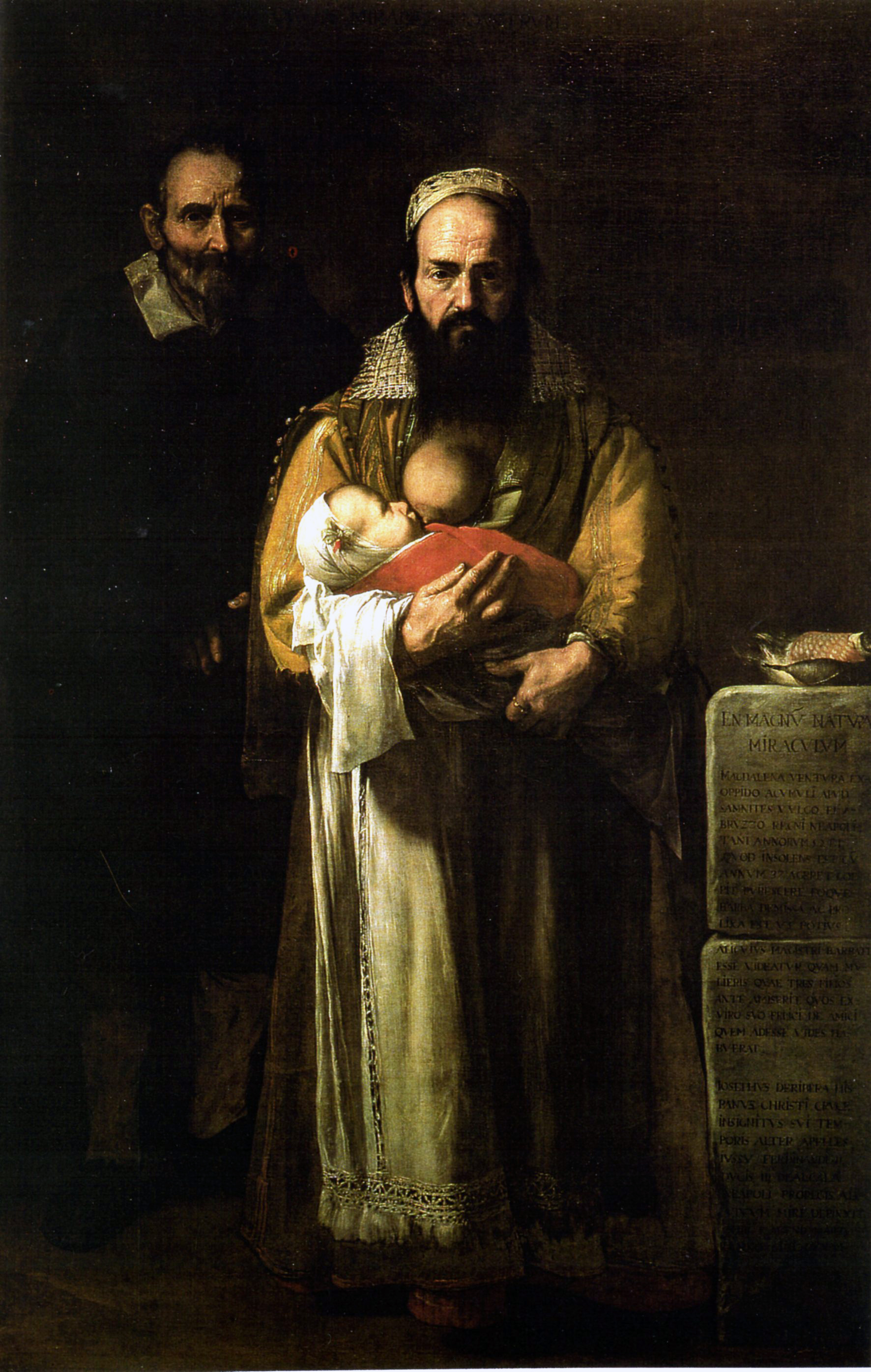
Magdalena z mężem i synem Jusepe de Ribera